# Noltjärnen, Lappland
Noltjärnen är en sjö i Sorsele kommun i Lappland och ingår i Umeälvens huvudavrinningsområde. Noltjärnen ligger i Vindelälven Natura 2000-område.